# Crim (grup punk)
Crim és un grup català de música punk rock originari de Tarragona amb un notable èxit internacional. Format l'any 2011 sota la influència de grups com Fugazi, Social Distortion o Leatherface, les lletres de les seves cançons tracten qüestions de crítica social.

## Sense excuses/Pare nostre que esteu a l'infern(2018-2020)
L'any 2018, després de l'aparició de l'EP Sense Excuses, Crim va realitzar la seva segona gira europea i la primera pels Estats Units d'Amèrica (EUA), tot compartint escenari amb grups com The Adicts, Agnostic Front, No fun at all o The Real McKenzies. Sense Excuses contenia dues noves cançons i dues versions dels grups Turbonegro i Cock Sparrer, i fou distribuït als EUA per Revelation Records.
També el 2018, publicaren el disc Pare nostre que esteu a l'infern que fou presentat al mes de desembre a la sala Razzmatazz de la ciutat de Barcelona. El disc destaca per les guitarres contundents, el ritme enèrgic, la veu aspra i les lletres de crítica social sobre qüestions com la societat de l'espectacle a «Ullals de llet», els desnonaments a «Hivern Etern» i la violència policial a «Quan tornin les sirenes». Pare nostre que esteu a l'infern va ser gravat als estudis Ultramarinos Costa Brava de Guíxols amb els germans Santi i Víctor Garcia i fou considerat el millor disc de música hardcore punk del 2018 per la revista Mondo Sonoro.
El juny de 2019 va sortir el disc Split, un àlbum compartit amb les bandes Antagonizers ATL, Noi!se i Rude Pride!, publicat per Pirates Press Records i que contenia la cançó «Alerta, alerta!» acompanyada d'un video lyric. El mateix any també van acompanyar per la península The Toy Dolls en la seva gira del 40è aniversari.

## 10 anys per veure una bona merda/Cançons de mort(2021-present)
Després de refer els seus plans del desè aniversari del grup a causa de la pandèmia de COVID-19, l'any 2021 Crim publicà el disc commemoratiu 10 anys per veure una bona merda, un treball que versiona en llengua anglesa deu de les seves cançons més exitoses amb la col·laboració de grans grups de l'escena punk com The Toy Dolls, Violets, Lion's Law, The Good The Bad and The Zugly, Kvelertak o The Baboon Show.
El 2023 van presentar un disc de dotze temes amb el títol de Cançons de mort, el qual va ser considerat per la revista musical Mondo Sonoro el millor disc de harcore punk estatal de l'any per les «harmonies vocals contagioses, riffs directes a l'estómac i una base rítmica veloç i compacta».

## Components
- Adri Bertran: veu i guitarra[12]
- Quim Mas: guitarra
- Marc Anguela: bateria
- Javier Dorado: baix

## Discografia
- 10 milles per veure una bona merda (autoedició, 2011)[13]
- S.T. (2014)
- Blau sang, vermell cel (BCore Disc, 2016)
- Sense excuses (EP, Contra Records, Pirates Press Records, BCore, Tesla Music, 2018)[14][15]
- Pare nostre que esteu a l'infern (HCFM, Tesla, BCore, Contra, Pirates Press, 2018)[16]
- 10 anys per veure una bona merda (HCFM, Tesla, BCore, Contra, Pirates Press, 2021)[17]
- Cançons de mort (HFMN, Tesla, Bcore, Cargo Records, Pirates Press, 2023)[10]